# Pape Paye
Pape Abdou Paye (Lione, 31 maggio 1990) è un ex calciatore francese, di ruolo difensore.

## Caratteristiche tecniche
È un terzino destro.

## Carriera

### Club
Ha esordito in Ligue 1 il 27 settembre 2015 disputando con il Lorient l'incontro perso 2-1 contro il Montpellier.